# Celuloza
Celuloza (łac. cellula ‘komórka’) – nierozgałęziony biopolimer, polisacharyd zbudowany liniowo z 3000–14 000 cząsteczek D-glukozy połączonych wiązaniami β-1,4-glikozydowymi (masa molowa 160–560 kg/mol). Łańcuchy te mają długość około siedmiu mikrometrów. Wiązanie β przyczynia się do utworzenia sztywnych, długich nitek, które układają się równolegle, tworząc micele połączone mostkami wodorowymi. Uważana jest za najpowszechniej występujący biopolimer na Ziemi.

## Biosynteza
Głównymi producentami celulozy są rośliny naczyniowe, o których jej biosynteza przebiega w błonie komórkowej. Celuloza wytwarzana jest też przez większość glonów, różne bakterie, a nawet zwierzęta – osłonice. Substratem do jej biosyntezy jest glukoza, która w pierwszym etapie jest fosforylowana za pomocą heksokinazy do glukozo-6-fosforanu, który pod wpływem fosfoglukomutazy jest izomeryzowany do glukozo-1-fosforanu:
glukoza + ATP ⇌ glukozo-6-fosforan + ADP
glukozo-6-fosforan ⇌ glukozo-1-fosforan
Glukozo-1-fosforan ulega następnie kondensacji z UTP z wytworzeniem urydyno 5'-difosfoglukozy (UDP-glukozy):
glukozo-1-fosforan + UTP ⇌ UDP-glukoza + PPi
Reakcję tę katalizuje pirofosforylaza UDP-glukozy (UDP-glukoza jest aktywną formą glukozy i służy jako substrat do biosyntezy także innych cukrów, np. sacharozy i glikogenu).
Kolejnym etapem jest polimeryzacja UDP-glukozy, w wyniku czego powstają łańcuchy β-glukanu, które krystalizują, tworząc końcowy produkt – celulozę.

## Otrzymywanie
Na skalę przemysłową celulozę otrzymuje się z drewna metodą siarczynową (działanie Ca(HSO
3)
2, siarczanową (działanie mieszaniną NaOH, Na
2S, Na
2CO
3 i Na
2SO
4) lub natronową (działanie NaOH). Wszystkie one prowadzą do roztworzenia ligniny, podczas gdy w warunkach procesów celuloza pozostaje nienaruszona i można ją wyizolować i oczyścić.

## Właściwości

Łańcuch celulozy zbudowany jest z reszt β-glukoz połączonych wiązaniami β-1,4-glikozydowymi i stabilizowany dodatkowo wiązaniami wodorowymi

W czystej postaci celuloza jest białą, pozbawioną smaku i zapachu, nierozpuszczalną w wodzie substancją. W środowisku wodnym rozpuszcza się w odczynniku Schweizera. Ulega estryfikacji (podobnie jak alkohole), co wykorzystuje się do wytwarzania azotanu oraz octanu celulozy.
Jej trawienie przez przeżuwaczy umożliwia grupa enzymów zwanych celulazami.
Jest składnikiem budulcowym ściany komórkowej roślin wyższych (np. drewno zawiera zwykle 45–50% celulozy, zaś bawełna ok. 90%) oraz niektórych glonów, grzybów i bakterii. Występuje z innymi substancjami podporowymi (np. ligniną, pektyną, hemicelulozą). Najwięcej celulozy zawierają niektóre włókna, na przykład lnu lub juty, oraz włoski okrywające nasiona bawełny (nawet ponad 90%).

## Zastosowanie
Sproszkowana celuloza stanowi znany adsorbent stosowany w chromatografii cienkowarstwowej i kolumnowej, ma zastosowanie w produkcji tabletek i kapsułek jako substancja wypełniająca (do 50%), wiążąca (5–20%) i rozsadzająca (3–15%), a celuloza mikrokrystaliczna jako substancja pomocnicza w praktyce farmaceutycznej (FP VIII:Cellulosum microcrystallinum). Spełnia funkcję czynnika stabilizującego w zawiesinach oraz zmniejsza sedymentację substancji leczniczych w czopkach. Grupy hydroksylowe celulozy mogą być estryfikowane różnymi kwasami lub tworzyć połączenia eterowe. Tego typu pochodne są stosowane w preparatach farmaceutycznych i lecznictwie, na przykład metyloceluloza, sól sodowa karboksymetylocelulozy, koloksylina. Jest surowcem w przemyśle włókienniczym, papierniczym, a także w produkcji materiałów wybuchowych (nitroceluloza), lakierów oraz tworzyw sztucznych.